# Carl Thyselius
Carl Thyselius, född 8 maj 1767 i Vintrosa socken, död 22 november 1833 i Karlskrona, var en svensk präst.
Carl Thyselius var son till prosten Pehr Thyselius och Elisabeth Sophia Wollrath. Han blev student vid Uppsala universitet 1787 och filosofie magister där 1791. 1792 blev Thyselius förste skvadronspredikant vid Livhusarregementet och tjänstgörande hovpredikant samt prästvigdes. 1793 avlade han pastoralexamen. 1795 förordnades han till kyrkoherde i Särestads församling, 1806 erhöll han prosttitel och 1815 professors namn. Han befordrades 1817 till amiralitetssuperintendent i Karlskrona och blev 1818 teologie doktor samt 1819 pastor primarius i Karlskrona. Thyselius erhöll 1794 genom hovexpeditionen kunglig förord till det lediga pastoratet i Sköllersta, dock med förbehåll att andra sökandes meriter beaktades. Gustaf Adolf Reuterholm återfordrade dock rekommendationen, och i sin protest mot detta formulerade sig Thyseliuss så att han åtalades 1794 för majestätsbrott och dömdes till döden, men benådades till 8 dagars vatten och bröd, och återtog sedan sin tjänst vid hovet. I Karlskrona möttes Thyselius redan från början med misstroende, vilket efterhand stegrades till allmän ovilja, till stor del på grund av hans högdragna och stridslystna lynne. Inom amiralitetskonsistoriet invecklades han i svåra strider, och förhållandena blev efterhand sådana, att regeringen tvingades ingripa. 1826 drogs konsistoriet in, och Thyselius var sedan endast till namnet superintendent. Han ansågs vara en god predikant. Utom disputationer och predikningar utgav han ett häfte Skaldeförsök (1790).